# Ida Barell
Ida Barell (* 7. Oktober 1856 als Ida Leuzinger in Winterthur; † 19. Februar 1927 in Basel) ist eine Schweizer Ethnologin, die Reiseberichte und völkerkundliche Arbeiten publizierte.

## Werdegang

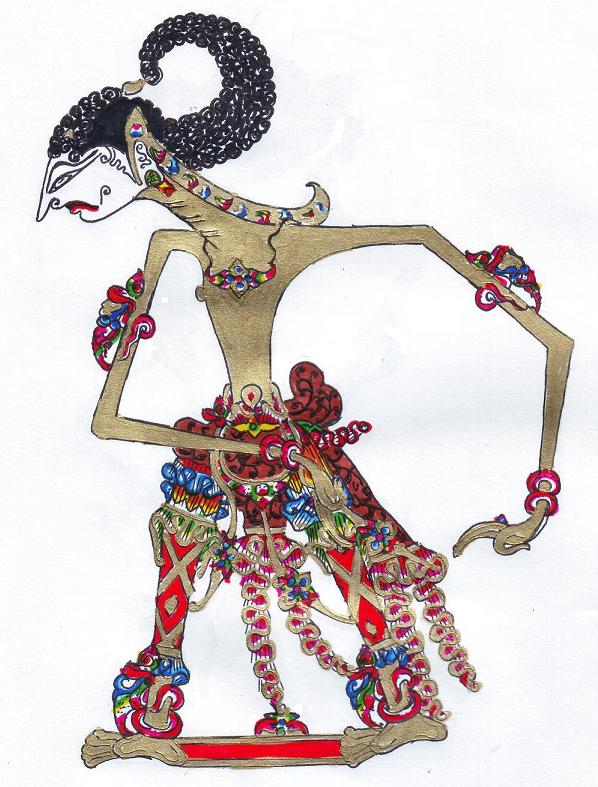
Wayang-Figur (Bambang Irawan)

Ida Leuzinger war die Tochter des Bahnhofinspektors Rudolf Leuzinger von Winterthur, Stetten (SH) und Basel. Sie heiratete 1876 den Buchdrucker Friedrich Eugen Studer, der zwei Jahrzehnte später starb. 1896 heiratete Ida Leuzinger den Chemiker Emil Christoph Barell. Mit ihrem zweiten Gatten, der bei Hoffmann-La Roche eine leitende Position innehatte, unternahm Ida Barell ausgedehnte Reisen (Ceylon, Russland). Auf ihren Reisen sammelte sie volkstümliche Gegenstände. Aufgrund ihrer Reiseerfahrungen verfasste sie Reiseberichte und völkerkundliche Arbeiten. Diese thematisieren unter anderem das indische Ramayana-Epos und japanische Bräuche. Ihre bedeutende Sammlung ostjavanischer Wayang-Figuren befindet sich im Bernischen Historischen Museum.

## Publikationen
- Ida Barell: Ceylon 1909: Reiseerinnerungen. Basel: G. Böhm, 1909
- Marie Musaeus: Sagen und Geschichten aus Indien und Ceylon für Jung und Alt. Basel: Böhm 1912. (Übertragung ins Deutsche von Ida Barell)
- Ida Barell: Im Expresszug durch Sibirien: Reisebriefe. Basel: G. Böhm 1913
- Ida Barell: Sibirien und Japan: Reisebriefe. Basel :  Böhm, 1916
- Ida Barell: Meerfahrt von Yokohama nach Genua: Fortsetzung der Reisebriefe. Basel: Böhm, 1918
- Ida Barell: Japanische Tempelfeiern und Volksfeste: Sitten und Gebräuche aus alter Zeit. Basel: Schweiz. Verlags-Druckerei G. Böhm 1923–24
- „Hurra! Nun gings wirklich hinaus in die weite Welt“ : aus den Reiseaufzeichnungen der Ida Barell-Leuzinger. Roche-Magazin ; Nr. 59 (1998), S. 31–43,  1998